# Athalia Schwartz
Athalia Theophilia Schwartz, född 22 februari 1821 i Köpenhamn, död 2 november 1871, var en dansk pedagog, debattör och författare.

## Bakgrund och yrkesliv
Athalia Schwartz växte upp i ett bildat hem som den äldsta i en syskonskara på sex. Fadern, Claus Conrad Schwartz, var sekondlöjtnant och major och modern var Karen Rasmine Baggesen. Schwartz fick utbildning i några av de bästa flickskolorna i Köpenhamn, däribland Frk. Lindes Institut genom en friplats. Hon fick dessutom språkundervisning av några officerskollegor till fadern. I samband med att fadern blev branddirektör i Hjørring (1836) och Ålborg (1838) flyttade familjen med till Frederikshavn och Schwartz fick ansvaret för undervisningen av sina yngre syskon. Hon upprättade en mindre flickskola 1843 i Ålborg och bedrev självstudier för att kunna bli kvalificerad till institutionsföreståndare. Hon påverkades starkt av Jean-Jacques Rousseaus pedagogik och tog en föräldralös flicka till sig, mot föräldrarnas vilja.
Schwartz flyttade tillbaka Köpenhamn 1847 för att förbereda sig inför examinationen till institutionsföreståndare, vilket hon tog året därpå som den tredje kvinnan i landet. Hon bodde till en början ihop med sin bror, Sidney Schwartz, som studerade filologi på universitetet. Efter hans död i tuberkulos 1849 flyttade hon ihop med två av sina yngre systrar, som hon också undervisade. Samma år dog också mannen hon var förlovad med, Carl Ussing, i slaget vid Fredericia (slesvig-holsteinska kriget). Vid sidan om flickskolan, som hon drev till 1853, arbetade hon som handledare för blivande institutionsföreståndare, samt som lärare på vännen Louise Westergaards skola 1859–1862.
Hon författade även ett antal böcker och artiklar på det pedagogiska området: Dansk sproglære (1849), Haandbog i Underviisningskunsten for unge Lærere og Lærerinder (1850), Vandring med Danmarks Digtere (1851) och Fransk Grammatik til Skolebrug, navnlig med Hensyn til Formlæren (1855). I den andra lade hon stor vikt vid lärarpersonligheten och demokrati. I ett flertal tidnings- och tidskriftsartiklar försvarade hon de privata flickskolorna och framhävde dem som bättre alternativ till hemundervisningen.
Hon riktade kritik mot att skolorna alltför ofta, enligt henne, fick ge vika för föräldrarnas ”fördomar” och ambitioner. Hon riktade även kritik mot Köpenhamns skoldirektör, Jens Holbech, för bristande kontroll över flickskolorna och drogs inför rätten efter ha antytt att han inte var lämplig för sitt ämbete. Hon förlorade ärendet och uppgav sitt arbete som handledare för institutionsföreståndarexamen, men fortsatte som lärare för blivande lärarinnor och språkstudenter. Hennes sista stora verk om uppfostring av flickor, Den nationale Pigeskole, publicerades 1867.

## Författarskap
Utöver facklitteraturen verkade Schwartz även som författare av skönlitteratur. På detta område debuterade hon 1851 under pseudonymen Hjeronymus med två pjäser: Betragtninger over den grasserende Emancipationsfeber och En Contravisite hos Clara Raphael. I dessa angrep hon Mathilde Fibigers idéer om kvinnans emancipation och det andliga äktenskapet med påståendet att många kvinnor redan var emanciperade. Hon kom dock att bli en förespråkare för kvinnors personliga frihet och utveckling samt möjligheter till utbildning och ekonomiskt oberoende samt lika politiska och kulturella rättigheter mellan könen. Året därpå utgav hon sin första roman, Folk, som de er fleest, och det första bandet av novelltrilogin Livsbilleder (1852–1861). Den senare blev en stor framgång och översattes till tyska. Därefter publicerade hon den naturalistiska romanen Livets Conflicter (1853), som översattes till svenska, och dramat Ruth (1854) som första gången uppfördes på Det Kongelige Teater 1853 med Johanne Luise Heiberg i huvudrollen. Också de tragiska dramerna Alexei (1856) och Charlotte Corday (1862) uppfördes där. Schwartz författarskap inkluderar även en översättning av Lord Byrons The bride of Abydos till danska (1855) och en diktsamling, Frie Phantasier (1857). Därefter följde romanerna Danske Landsbyhistorier (1860), Cornelia (1862), Prøvetider (1863), Stedmoder og Steddatter (1865) och Enhver sin Mission (1870) och skildrade främst olika sociala och religiösa frågeställningar.
Genom H.C. Andersen blev hon tilldelad Anckerska legatet 1866, som hon använde till studieresor i Nederländerna, Belgien och Storbritannien för att undersöka orsakerna bakom varför kvinnor hamnade i prostitution. Upplevelserna från dessa resor skildrades i Om Stiftelserne til Sædelighedens Fremme (1867). Vid sidan om författarskapet var hon även journalist. Hon verkade som kritiker på Nord og Syd, teaterrecensent på Berlingske Tidende och från 1859 var hon fast skribent i Meïr Aron Goldschmidts skandinavistiska tidningar, däribland som anställd i redaktionen på Norden, samt som skribent för morgontidningen Danmark.